# Тереза Леонська
Тере́за Лео́нська (порт. Teresa de Leão, ісп. Teresa de León; прибл. 1080 — 11 листопада 1130) — леонська інфанта, графиня Португалії (1096—1130). Представниця баскської династії Хіменес. Народилася в Повуа-де-Ланьозу, Леон. Позашлюбна донька леонсько-кастильського короля Альфонсо VI та його коханки Хімени. Дружина португальського графа Генріха Бургундського (з 1093). Матір першого португальського короля Афонсу І. Після смерті батька ворогувала із сестрою, леонською королевою Урракою (1109—1126). По смерті чоловіка, за неповноліття сина, стала регентом Португалії (з 1112). Була коханкою галісійського магната Фернандо де Траби, роздавала галісійцям урядові посади в графстві. Для підкреслення окремішності від Леону титулувалася королевою Португалії (1113). Внаслідок сходження на леонський престол сина Урраки, короля Альфонсо VII, уклала із ним мир (1126). Спричинила повстання португальської знаті під проводом Афонсу І, невдоволеної засиллям галісійців у владі (1128). Зазнала поразки при Сан-Мамеде, відсторонена від влади сином. Померла у вигнанні в Монтедеррамо, Галісія. Похована у Бразькому соборі, Португалія.

## Імена
- Тарасія (лат. Taraxea, Taraxia, Tarasia, гал.-порт. Tareja) — згадується у тогочасних документах і хроніках[1].
- Тереза (ісп. Teresa)
- Тереза Альфонсез (ісп. Teresa Alfónsez)
- Тереза Леонська (ісп. Teresa de León, порт. Teresa de Leão)
- Тереза Португальського (порт. Teresa de Portugal)

## Біографія

### Молоді роки
Згідно з «Хронікою Леонського королівства», вона була другою позашлюбною донькою леонсько-кастильського короля Альфонсо VI від його першої коханки Хімени. Сестрою Терези була Ельвіра, що згодом стала дружиною Раймунда Тулузького.
18 грудня 1093 року інфанта Тереза вийшла заміж за бургундського лицаря Генріха, васала її батька. 1096 року Альфонсо VI дарував йому Португальське графство як лен. Генріх став першим португальським графом, а Тереза — графинею.

### Війна з Урракою
1109 року, внаслідок смерті Альфонсо VI та сходження на леонський трон Урраки, спалахнуло протистояння між леоно-кастильською та галісійською знаттю. Тереза виступила на боці Галісії, проти своєї сестри.
У 1112—1123 роках, в період після смерті чоловіка і неповноліття старшого сина, Тереза була регентом Португалії[джерело?]. 1113 року вона прийняла титул королеви[джерело?]. Зокрема, в «Історії Компостели» згадується, що «королева Тереза» жила в перелюбі зі своїм коханцем, галісійським графом і магнатом Фернандо Пересом де Трабою, який заради неї покинув свою законну дружину.
1121 року Тереза розсварилася із бразьким архієпископом Паю Мендішем, який отримав архієпископство в Португалії з ласки королеви Урраки. У липні він утік з Браги до Самори, шукаючи притулку в королеви. За його відсутності Тереза розділила землі Бразької архідіоцезії між єпископами Порту і Коїмбри. Коли Паю повернувся до Португалії, його ув'язнили за наказом графині. Цей вчинок Терези призвів до сварки зі Святим Престолом: під загрозою відлучення від церкви та накладання інтердикту папа Калікст II змусив графиню звільнити архієпископа Бразького і поновити його в усіх майнових правах.
1126 року Тереза замирилася із Леонським королівством. Так, «Хроніка Альфонсо Імператора» зазначає, що того року, після інтронізації  леонсько-кастильського короля Альфонсо VII, «Тереза, королева португальців, разом із графом Фернандо» зустрілися із Альфонсо VII у Рікобайо (складова Муелас-дель-Пан, Іспанія) й уклали мир.

### Війна з сином
На противагу цьому частина знаті на чолі із іі сином Афонсу І, Мендішем да Майа, родичем архиєпіскопа Браги Паю Мендішем вирішила продовжити боротьбу. Їх не влаштовувало зближення Терези з галісійською знаттю, особливо посилення ваги фаворита Терези, графа Фернандо де Траби. Справа дійшла до збройного зіткнення між прибічниками Терези й Афонсу 24 липня 1128 року в битві при Сан-Мамеде, в якій переміг Афонсу. Терезі було надано замок на півночі країни, де вона залишалася до своєї смерті.
Згідно з «Лузітанською хронікою», Тереза померла 1130 року, на другому році правління її сина Афонсу І. Він наказав перенести тіло матері до Португалії й поховав його у Бразькому соборі, поруч із могилою батька Генріха Бургундського.

## Родина

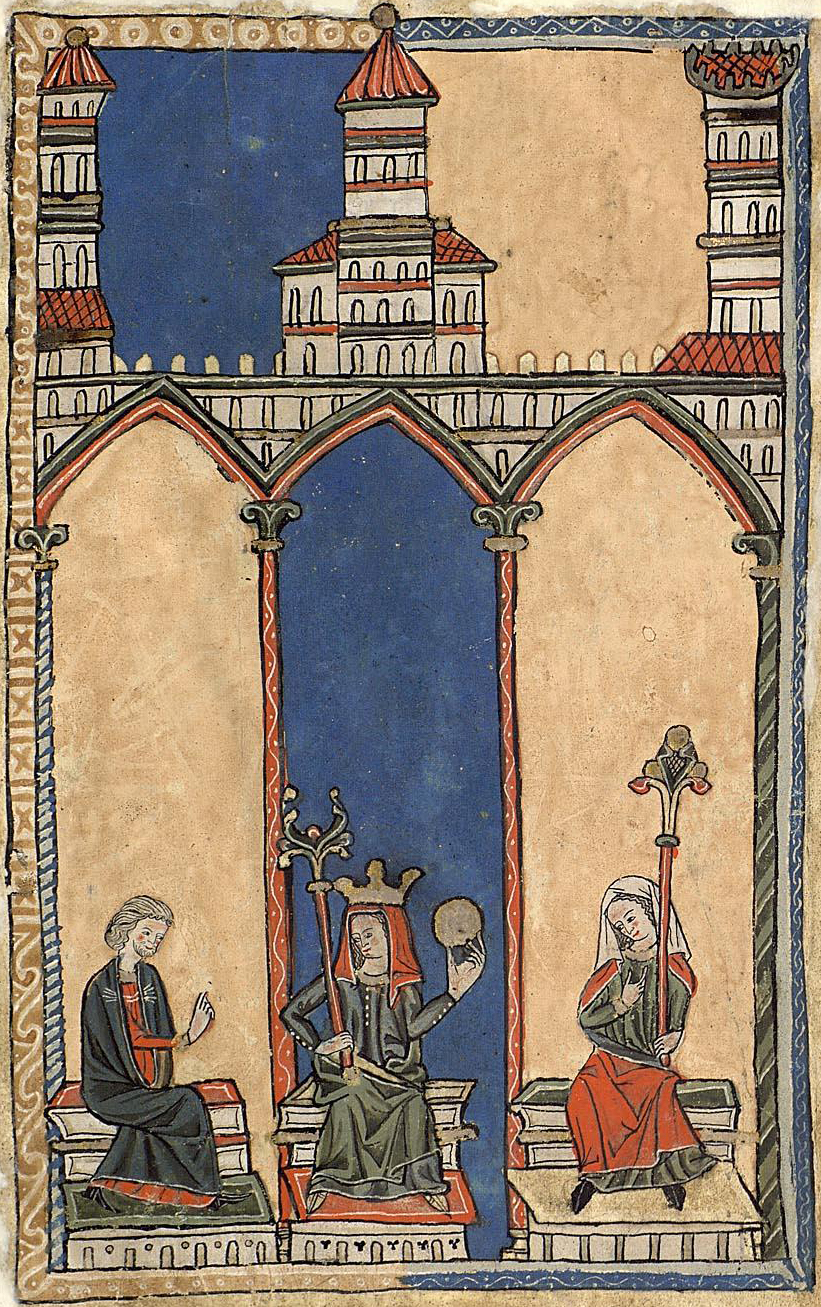
Тереза Леонська (по центру), її донька Уррака (праворуч) та зять Бермудо де Траба (ліворуч). Мініатюра ХІІІ ст.

Чоловік (з 1093) — Генріх Бургундський (1066–1112), граф Португалії.
Діти:
- Уррака (1095/1097—1173) — ∞ Бермудо Перес де Трава, галісійський вельможа.
- Санша (1097—1163) — ∞ 1. Санчо Нуньєс, галісійський вельможа, граф Селанови, ∞ 2. Фернан Мендеш ІІ, португальський вельможа.
- Тереза (1098) — португальська інфанта; померла в дитячому віці
- Енріке (1106—1110) — португальський інфант; помер у дитячому віці.
- Афонсу I (1109—1185) — граф Португалії (1112—1139), перший король Португалії (1139—1185).

Коханець — Фернандо де Траба (бл. 1100—1155), галісійський магнат.
Діти:
- Тереза Фернандес де Траба (після березня 1181) — ∞ 1. Нуно Перес Лара, ∞ 2. Фердинанд II, леонський король[9].
- Санча Фернандес де Траба (бл. 1181) — була тричі одружена, але мала дітей тільки зі своїм першим чоловіком, графом Альваро Родрігесом де Саррія[10];